# منطق
مَنطِق مطالعهٔ روشمند قاعدهٔ استنتاج مجاز مانند روابطی که منجر به پذیرش گزاره (تالی) بر پایهٔ مجموعهٔ دیگر گزاره‌ها (پیش‌فرض‌ها) می‌شود، است. واژهٔ منطق در زبان عربی به معنای سخن گفتن است. در گذشته منطق صرفاً شاخه‌ای از فلسفه شمرده می‌شد ولی از میانهٔ سدهٔ سیزدهم در ریاضیات و در دهه‌های واپسین در علوم رایانه و از دهه ۱۳۶۰ در علوم شناختی نیز به آن می‌پردازند. منطق از نطق و به معنای گویش و گفتار است که شخص برای تفهیم مخاطب خود وی را با ادلهٔ گفتاری تحت تأثیر قرار می‌دهد و نیز خود شخص که حاضر به شنیدن گفته‌های مخاطب خود باشد، او یک شخص (منطقی) می‌باشد.

## تعاریف ابزاری از منطق
از فواید آن تشخیص اندیشهٔ درست از اندیشهٔ نادرست است؛ و از لوازم آن انتقال اندیشه با کمک زبان است که از آن‌ها برای تعریف منطق هم بهره برده می‌شود.
تعبیر دیگری، منطق را خطاسنج اندیشه می‌نامد. منطق چارچوب‌های ویژه‌ای را کشف و معرفی نموده‌است که اندیشه در آن قالب‌ها از خطا و بیراهه رفتن مصون می‌ماند.
البته تعریف دیگری هم از منطق می‌توان ارائه داد که بیش تر فیلسوفان اسلامی به کار می‌بردند. آن‌ها در تعریف منطق می‌گویند که منطق ابزاری از سنخ قانون است که اندیشه را از افتادن در خطاها مصون نگه می‌دارد و آن را به سمت استدلال‌هایی کاملاً پایدار رهنمون می‌سازد؛ لذا اگر کسی به کلّی منطق را در استدلال‌هایش به کار برد، (البته در صورت صحت مواد) به هیچ وجه دچار خطا در تفکّر و مغالطه نخواهد شد.
در تعریف به کمک لوازم منطق (ساختار زبان) با تعبیری کم‌تر روان‌شناسانه از منطق این است که منطق علم مطالعهٔ ساختارهای زبانی زبان‌های طبیعی است. البته این تعبیر نیز دشواری‌های خود را دارد. منطق یکی از علوم طبیعی و تجربی مثل فیزیک نیست. گزاره‌های منطق ضروری (یعنی حمل هر موضوعی بر هر محمولی یا ضرورت دارد یا ندارد. اگر ضرورت داشت یا ضرورت سلب است یا ضرورت ایجاب و اگر ضرورت نداشت امکان است) به نظر می‌آیند و توصیفی از وضع ممکنات ارائه نمی‌کنند. جنس گزاره‌ای مانند «اجتماع نقیضین محال است» شبیه به گزاره‌ای مانند «سرعت نور برابر با مقدارِ ثابت c است» به نظر نمی‌رسد.

### منطق نحو
علم منطق همانگونه که فارابی گفته‌است قوانینی را در اختیار می‌نهد که انسان را در معقولات در معرض مغالطه، به سوی درستی هدایت می‌کند. آنگاه فارابی علم منطق را به علم نحو تشبیه می‌کند و نسبت علم منطق به عقل و معقولات را مانند نسبت علم نحو به زبان و الفاظ می‌شمارد: همچنان که علم نحو قوانینی دربارهٔ الفاظ در اختیار ما می‌گذارد، علم منطق نیز قوانینی دربارهٔ معقولات در اختیارمان می‌نهد.

## موضوع منطق
تعریف
در حوزهٔ مفاهیم (تصورات) است که به معنای «تبدیل مجهولات تصوری به معلومات با استفاده از معلومات دیگر» می‌باشد.
اشکال تعریف
یک مفهوم را به چهار صورت تعریف می‌کنند:
1. حد تام: «جنس قریب + فصل قریب»
2. حد ناقص: «جنس بعید + فصل قریب» یا «فصل قریب به تنهایی»
3. رسم تام: «جنس قریب + عرض خاص»
4. رسم ناقص: «جنس بعید + عرض خاص» یا «عرض عام + عرض خاص» یا «عرض خاص به تنهایی»[۵]

استدلال
در حوزهٔ قضایا (تصدیقات) است که به معنای «تبدیل مجهولات تصدیقی به معلومات با استفاده از معلومات دیگر» می‌باشد.
دراستدلال یا برهان (منطق) ویا حجت موضوعاتی مانند اقسام قضیه(حملی-شرطی)-مواد قضیه وصناعات خمس(برهان (منطق)-خطابه-جدل-شعر-سفسطه(مغالطه) مطرح هستند.

## نسب‌های چهارگانه
نسب اربع درمنطق عبارتند از: (تساوی (ریاضیات)-تباین-عموم وخصوص مطلق-عموم وخصوص من وجه) تباین عبارت از رابطهٔ میان دو پدیده است؛ که وجود یکی مستلزم عدم وجود دیگری است و قابل جمع در یک چیز نیستند؛ مانند عددی که نمی‌تواند هم زوج و هم فرد باشد و مانند هیچ ایرانی آمریکایی نیست و هیچ آمریکایی ایرانی نیست و تساوی یعنی اینکه دو چیز کامل با هم مشابه هستند مانند حیوان کاتب و انسان و عموم و خصوص مطلق یعنی یک چیز چزئی از یک چیز دیگر است مانند هر تهرانی ایرانی است و عموم و خصوص من وجه یعنی دو چیز که بخشی از آنها مشابه هستند مانند بعضی ایرانی‌ها مسلمان هستند و بعضی مسلمان‌ها ایرانی هستند و همه ایرانی‌ها مسلمان نیستند و همه مسلمان‌ها ایرانی نیستند.

## تاریخچه
نخستین مدون صریح و ثبت‌شدهٔ منطق صوری (formal logic) در تاریخ، ارسطو فیلسوف مشهور یونانی است.
در زمان ارسطو افرادی بودند به عنوان سوفیسط و کار آن‌ها مغالطه کردن و گول‌زدن دیگران بود، به همین دلیل ارسطو علمی آورد به عنوان منطق تا از مغالطه جلوگیری نماید و دیگران بتوانند با فراگرفتن آن دچار گول خوردن نشوند نوشته‌های ارسطو دربارهٔ منطق در دورهٔ بیزانسی به صورت مجموعه‌ای یگانه تدوین و به نام ارگانون (ارغنون) گردآوری شد. این مجموعه شامل شش بخش است بنام‌های: «مقولات»، «عبارت (قضایا)»، «قیاس»، «برهان»، «جدل» و «مغالطه». بعدها برخی از شارحین ارسطو، دو رسالهٔ «شعر» و «خطابه» را به ارگانون افزودند. «ایساغوجی» رساله دیگری است که با اقتباس از دو رساله برهان و جدل به عنوان مدخلی برای منطق ارسطو در نظر گرفته شد.
بدین گونه آنچه به‌دست حکیمان مسلمان رسید، منطق نُه بخشی ارسطو بود و شفای ابن سینا نیز شرحی بر همین منطق است. البته این نوشته‌ها امروزه شاملِ منطق و فلسفهٔ منطق و برخی بحث‌هایِ دیگر در حاشیهٔ منطق محسوب می‌شوند. آنچه ما امروزه به نامِ منطقِ صوری می‌شناسیم در کتابِ آنالوطیقایِ (analytic) اول دیده می‌شود.
در قرن هجدهم فیلسوف پرآوازهٔ آلمانی ایمانوئل کانت ادعا نمود که منطق دیگر به پایان رسیده‌است و نیازی به چیزی بیش‌تر از منطق ارسطویی وجود ندارد. بااین‌حال در پایان قرنِ نوزدهم انفجاری در دانش منطق روی داد و حجمِ انبوهی از مطالعات به آن افزوده شد. این پیشرفت‌ها با کارهایِ ریاضیدان و فیلسوفِ آلمانی فرگه و شاگردِ انگلیسیِ وی راسل آغاز گردید. پس از آن‌ها نیاز به کارهایِ دیگری در زمینهٔ منطق احساس شد که در آغاز، شگفت یا غیرِضروری می‌رسید: انواعِ تازه‌ای از منطق مانندِ منطقِ ربط، منطقِ زمان، منطقِ موجهات، و منطق‌های چندارزشی که در اثرِ این احساس پدید آمدند که منطقِ فرگه و راسل برایِ برخی اهداف یا نیازها کافی نیستند.

## منطق فطری
روشن است که نمی‌توان برای تفکر انسان آغازی در نظر گرفت؛ بلکه او از بدو پیدایش متفکر بوده و برای ادامه حیات و پیشبرد اهداف خویش از تفکر و اندیشه استفاده می‌کرده‌است. طبعاً استفاده از تفکر با روش خاصی صورت می‌گرفت. پس انسان نخست از روی فطرت می‌اندیشید؛ یعنی با عقل سلیم و منطق فطری کار تفکر را پیش می‌برد و گاه نیز در این مسیر، به عمد و برای در مغالطه انداختن دیگران یا بر اثر سهو و به سبب پیچیده بودن موضوع تفکر به انحراف کشیده می‌شد و بعد به انحراف خود توجه می‌کرد و درصدد تصحیح آن برمی‌آمد؛ اما علم منطق (منطق صناعی یا فن منطق) از هنگامی آغاز شد که بشر به تفکرات خود و صحت و سقم آن‌ها توجه کرد و قواعد روش اندیشیدن را نظمی بخشید و بر هر قاعده آن نامی گذاشت.

## منطق در چین باستان
در چین باستان «مئی تی» دانشمند اجتماعی و دوستدار سود که به آیین تائویی تمایل داشته، منطق دانی بود که «مینگ هیو» یعنی منطق، یادگار اوست. از این دانشمند کتابی به زبان چینی برجای مانده که کهن‌ترین منطق و اجزاء عام آن است. این کتاب نُه بخش دارد: وی در نخستین بخش کتاب، منطق و اجزاء عام آن را کاویده و در بخش دوم از روش‌های انتاج و در بخش سوم از خطاهای روش‌های قیاسی و قیاس‌های باطل بحث کرده‌است؛ و در بخش‌های دیگر از دشواری‌های منطق صوری به ویژه از رهگذار زبان چینی سخن گفته‌است. غرض و هدف منطق چینی عبارت است از: بازشناختن درست از نادرست…. کسانی را که به روش منطق بوده‌اند به زبان چینی «مینگ کیا» یا دوستدار منطق می‌خواندند، در مقابل کسانی که به روش جدل و خلاف آشنایی داشته‌اند.

## منطق در هند باستان
شش نحله فلسفی هند باستان به مسائل منطق توجه کرده‌اند که در این میان دو نحله بیشتر به مسائل منطقی پرداخته‌اند. یکی نحله وایسشیکا منسوب به شخصی به نام «اولوکا» است. منطق «وایسشیکا» در ده دفتر و هر یک مرکب از دو درس روزانه است. جنبه منطقی این دفترها چشمگیر نیست. دیگری نحله «نیایا» منسوب به «گوتاما» است. منطق این نحله، به گفته محققان، پیش از ارغنون ارسطو تدوین شده‌است. این منطق دو بخش دارد: منطق برهانی در یک درس و منطق جدلی در چهار درس.

## منطق در یونان باستان
پیش از ارغنون ارسطو مباحث منطقی در یونان باستان مطرح بوده‌است، اما نه به منزله یک علم مستقل؛ بلکه فیلسوفان مسائل منطقی را در خلال مباحث فلسفی شان یادآور می‌شدند. دانش‌پژوه به نقل از دیباچه اوسط کبیر فارابی می‌نویسد دانشمندان پیش از ارسطو مانند کسانقراطیس دربارهٔ اکتساب حد از برهان، و افلاطون دربارهٔ اکتساب آن از راه قسمت، و ارخوطس در حدود، و پروتاگوراس دربارهٔ سفسطه و ثراسوماخوس در خطابه، و هومروس در شعر سخنانی داشته‌اند؛ ولی آن‌ها از روی صناعت و هنر و علم در این گونه مسائل سخنی نیاورده اند، بلکه آشنایی آن‌ها از روی آزمایش و مزاولت بوده‌است، نه اینکه این مباحث را تدوین کرده و قواعدی آورده باشند.

## منطق در ایران باستان
در زبان پارسی میانه یا پهلوی، از منطق با نام چم گواکیه (čim gowakih) یاد میشد. از ایران باستان سه گفتار در منطق ارسطو از پاول پارسی برجای مانده‌اند که سرراست از بُن پهلوی‌شان به ما نرسیده‌اند. دوتای آن‌ها به سریانی و آن دیگری نیز به عربی (در ترتیب‌السعادات مشکویه رازی) برجای مانده‌اند.
پاول پارسی فیلسوف و منطق‌دان ایران باستان و استاد فلسفه خسرو انوشیروان ساسانی بود.
پاول که در دربار شاه ایران، خسرو انوشیروان، بالید بر پایهٔ انجام گزارش سریانی منطقش از ریواردشیر (ریشهر) پارس بود و زین‌رو، وی را پارسی گفته‌اند.
گفتارهای پاول پارسی را بزرگمهر لقمان برای نخستین‌بار در سال ۱۳۹۵ با نام گویایی ارستو به پارسی ناب گردانده و چاپ کرده‌است.
گویایی ارستو دربردارندهٔ این سه گفتار از پاول پارسی است که به شاه خسرو انوشیروان ساسانی پیشکش شده:
- گفتار اندر گویایی ارستو
- روشنایی‌نامه‌ای بر اندر پیرامون گزارش (Περὶ Ἑρμηνείας) ارستو
- پیش‌درآمدی بر فرزانگی ارستو.[۱۹]

## منطق در جهان اسلام
فارابی را پدر منطق اسلامی شمرده‌اند و شمار رساله‌های منطقی او را به ۴۸ رسانده‌اند که حدود نیمی از آن‌ها برجای مانده‌است. خواننده امروزی ممکن است برخی مباحث این رساله‌ها را سطحی یا خروج از بحث منطقی بینگارد؛ اما بیشتر آن‌ها استحکامی شایسته دارند و گذشت قرون چیزی از صلابتشان نکاسته‌است. برخلاف نوشته‌های متأخر، هیچ‌یک از این رساله‌ها همه مباحث منطق را در خود جای نمی‌دهند؛ بلکه صرفاً به بخشی از مسائل آن می‌پردازند. اشاره ای گذرا به برخی از مباحث این رساله‌ها خالی از فایده نیست و خواننده را با نخستین مکتوبات منطقی جهان اسلام آشنا می‌سازد.

### تعریف و فایده علم منطق
فارابی در کتاب احصاء العلوم برای بیان معنا و فایده علم منطق از این توضیح بهره می‌گیرد که برخی از معقولات انسان فطری و یقینی اند؛ مثل «کل بزرگتر از جزء خود است» و «عدد سه فرد است»؛ درحالی‌که پاره ای دیگر از آن‌ها خطاپذیر و نیازمند قیاس و استدلال‌اند. در قسم دوم، به قوانینی نیاز است که فکر را از خطا بازدارد. از این نظر، می‌توان قوانین منطق را به قواعد علم نحو همانند ساخت. بر این اساس، در صورت ناآشنایی با منطق، هرگاه با آرائی گوناگون و متضاد روبرو شویم، یا باید میان آن‌ها سرگردان بمانیم، یا همه را ـ با وجود ناسازگاری با یکدیگر ـ حق بپنداریم یا آنکه بی‌دلیل، برخی از آن‌ها را درست و پاره ای دیگر را نادرست بخوانیم.
به گفته فارابی، واژه نطق سه معنا دارد:
- سخن لفظی (القول الخارج بالصوت)
- سخن ذهنی (القول المرکوز فی النفس)
- نیروی عقل و اندیشه (القوة الانسانیة المفطورة فی الانسان)[۲۴]

منشأ اشتقاق اصطلاح منطقی، واژه نطق به هر سه معنای یاد شده‌است؛ یعنی علم منطق گفتار لفظی، اندیشه‌های ذهنی و نیز عقل آدمی به راه صواب رهنمون می‌گردد.

### موضوع علم منطق
فارابی، با اعتقاد به وجود رابطه ای تنگاتنگ میان لفظ و معنا، موضوع علم منطق را چنین می‌داند:
«معقولات، از آن نظر که الفاظ بر آنها دلالت دارند و الفاظ از آن نظر که بیانگر معقولات اند.»
به گفته وی، به دلیل همین ارتباط بین لفظ و معناست که پیشینیان، هم معقولات و هم الفاظ حاکی از آن‌ها را «نطق» و «قول» نامیده‌اند.
علاوه بر این، فارابی بر استقلال منطقی از فلسفه تأکید می‌ورزد و گمان اندراج منطق در فلسفه را نادرست می‌شمارد. به گفته وی ممکن است برخی چنین بپندارند که «منطق نیز از اجزاء فلسفه است؛ زیرا در این صناعت نیز از اشیاء موجود سخن می‌رود.» پاسخ فارابی به این پندار آن است که مسائل منطقی، جنبه ای آلی و ابزاری دارند؛ بر این اساس، گویا این مسائل بیرون از قلمرو موجودات قرار می‌گیرند و تنها، ابزاری برای شناخت آن‌ها به‌شمار می‌آیند.
فارابی با پذیرش این حقیقت که مردم پیش از ارسطو نیز ـ کم و بیش ـ قواعد منطق را در سخنانشان به کار می‌بستند، تدوین علم منطق و ساماندهی مباحث آن را کار این فیلسوف یونانی شمرده‌است.

### سبک نوشتاری منطقی فارابی
فارابی به بسیاری دیگر از مباحث منطق نیز پرداخته‌است که برای آشنایی با سبک نوشته‌های منطقی وی، به دو مسئله اشاره می‌کنیم:
1. کلیات خمس: فارابی محمولات کلی را بر دو نوع می‌داند: بسیط و مرکب. محمولات مرکب «حد و رسم» را پدیدمی‌آورند و محمولات بسیط «کلیات خمس» نام می‌گیرند. به لحاظ ذاتی یا عرضی بودن محمول بسیط و نیز اشتراکی یا اختصاصی بودن آن، کلیات پنج‌گانه پدید می‌آید.[۳۰]
2. اشکال سه‌گانه قیاس: از نظر فارابی، قیاس به لحاظ صورت سه شکل دارد:
  - حد وسط، موضوع یکی از دو مقدمه (صغرا و کبرا) و محمول دیگری است؛
  - حد وسط، محمول هر دو مقدمه است؛
  - حد وسط، موضوع هر دو مقدمه است.

هر کدام از دو مقدمه در هر یک از این «اشکال ثلاثه»، از یک سو می‌تواند کلیه، جزئیه، یا مهمله باشد و از سوی دیگر، موجبه یا سالبه تواند بود. در نتیجه، در هر شکل، ضروبی سی و شش‌گانه پدید می‌آیند.

## قرنِ بیستم
فرگه از نقطهٔ دیگری کار را آغاز نمود. پیش از او این امر شناخته شده بود که با منطقِ ارسطویی برخی از استدلال‌ها را نمی‌توان صورت‌بندی نمود. بااین‌حال این استدلال‌ها درست هستند. به نمونهٔ زیر توجه کنید:

یا علی برادرِ رضا است یا حسن برادرِ رضا است.

علی برادرِ رضا نیست.

نتیجه: حسن برادرِ رضا است.
این استدلال را نمی‌توان به اشکال Aها B هستند و غیره درآورد. از قدیم تلاش‌هایی برایِ این کار انجام شده و به شکست منجر گردیده بود. فرگه منطق را از این قبیل صورت‌ها آغاز نمود. او نمادهایی مانند P و Q و غیره را به عنوانِ جانشین گزاره‌ها (p اولِ proposition به معنیِ گزاره‌است) و نشانه‌های دیگر را به عنوانِ پیوند دهنده جملات به کار برد. اگر P و Q گزاره باشند P~ خوانده می‌شود «نقیضِ P» و P→Q خوانده می‌شود «اگر P آنگاه Q». منطقِ فرگه و راسل قادر است به بررسیِ روابطِ بینِ گزاره‌ها و استدلال‌هایی که به دلیلِ چینشِ این روابط معتبر اند بپردازد. به همین دلیل آن را حسابِ گزاره‌ها یا منطقِ جملات می‌نامند. در مقابل به آنچه با منطقِ ارسطویی آغاز گردید منطقِ محمولات گفته می‌شود (زیرا گزاره‌ها را به موضوع و محمول تقسیم می‌کند).

## جایگاه منطق در میان منطق‌دانان مسلمان
با تفحص در دو اثر اصلی منطق اسلامی، یعنی منطقیات فارابی و بخش منطق شفای ابن سینا، روشن می‌شود که منطق مسلمانان تحت تأثیر هیچ منطقی جز مباحث منطق مطرح شده در یونان پیش از ارسطو، منطق ارسطو و منطق مگاری - رواقی نبوده‌است؛ زیرا بی شک ابن سینا تحت تأثیر ارسطو بوده‌است و از سویی، در این دو کتاب جز به آن سه منبع یونانی به هیچ منبع دیگری ارجاع داده نشده‌است؛ اما در این میان سهم عمده از آن رنگ ارسطویی دارد؛ هر چند در بعضی از مباحث نیز تحت تأثیر منطق مگاری - رواقی است. ویژگی منطق مسلمانان که در آثار فارابی و به ویژه ابن سینا تبلور یافته این است که در استدلال از هر دو سنت منطقی ارسطو و مگاری - رواقی استفاده کرده‌است.
منطق‌دانان مسلمان این علم را «علم میزان» نیز نامیده‌اند. ابن سینا این علم را خادم علوم معرفی کرده‌است، چراکه منطق مقصود بالذات نیست؛ بلکه ابزاری است برای رسیدن به علوم دیگر، بنابراین در خدمت علوم دیگر است؛ اما پیش از شیخ الرئیس، فارابی این علم را رئیس علوم معرف کرده‌است؛ زیرا حکم این علم در همه علوم دیگر نفوذ دارد و بدین ترتیب برتر از علوم دیگر و رئیس آنهاست.
تاریخ منطق را از بدو ورود به جهان اسلام تاکنون می‌توان به چهار دوره تقسیم کرد: عصر آشنایی با منطق، عصر شکل‌گیری و تثبیت، عصر شکوفایی یا عصر شرح، بسط و نظریه‌پردازی و عصر توقف یا رکود. روشن است که نمی‌توان برای هر دوره مرز مشخصی در نظر گرفت، ولی تا حدودی و با اندک مسامحه‌ای می‌توان گفت از زمان نهضت ترجمه تا زمان فارابی عصر آشنایی با منطق ارسطویی است. در این دوره، حداکثر، مطالب ارسطو شرح می‌شود. هم چنین می‌توان عصر فارابی را با توجه به نگارش‌های بسیار او در منطق، عصر شکل‌گیری منطق و تثبیت قواعد آن به منزله یک علم بومی دانست. دوره سوم نیز با ابن سینا آغاز می‌شود. او با نوشتن منطق شفا و دیگر کتب منطقی، به ویژه الاشارات و التنبیهات، دوره نوینی را در منطق پایه‌ریزی کرد که در قرن هفتم به اوج شکوفایی رسید. در این دوره نه تنها مباحث منطقی تثبیت شد، بلکه شرح و بسط کمی یافت و نیز در این دوران منطق دانان مسلمان به مباحث جدیدی روی آوردند که پیش تر سابقه نداشت. متأسفانه عصر شکوفایی را به یک معنا باید عصر انحطاط نیز دانست؛ چراکه در این دوره مهم‌ترین بخش منطق، یعنی صنعت برهان چندان جدی گرفته نشد.
اما عصر توقف و رکورد را می‌توان از قرن نهم به بعد تا به امروز دانست، ولی در عصر توقف یک استثنای بسیار بزرگ وجود دارد و آن فیلسوف صاحب مکتب در حکمت متعالیه یعنی ملاصدرای شیرازی است؛ زیرا اگر آراء منطقی او جدی گرفته می‌شد، تحولی بس شگرف در بخش عظیمی از منطق، یعنی منطق استنتاج رخ می‌داد و در آن صورت می‌توانستیم ادوار منطق را به پنج دوره تقسیم، و دوره پنجم را عصر تحولی بنیادی در منطق نام‌گذاری کنیم.